# Johann Georg Christian Lehmann
Johann Georg Christian Lehmann, född den 25 februari 1792 i Haselau, död den 12 februari 1860 i Hamburg, var en tysk botaniker.
Auktorsnamnet Lehm. kan användas för Johann Georg Christian Lehmann i samband med ett vetenskapligt namn inom botaniken; se Wikipediaartiklar som länkar till auktorsnamnet.